# Afrocyclops pauliani
Afrocyclops pauliani foi uma espécie de crustáceo da família Cyclopidae. Foi endémica da Madagáscar.  O seu habitat natural foram pântanos de água doce. Um único espécime foi descoberto em 1951, mas nenhum exemplar é visto em coleções desde então.